# Bergères-lès-Vertus
Bergères-lès-Vertus ist eine französische Gemeinde mit 580 Einwohnern (Stand 1. Januar 2022) im Département Marne in der Region Grand Est.

## Geschichte
Während der Französischen Revolution erließ der Nationalkonvent am 16. Oktober 1793 ein Dekret, das die Änderung der Städtenamen vorschrieb. Beabsichtigt war, sämtliche Überbleibsel des Feudalismus und des Aberglaubens zu tilgen; Bergères-lès-Vertus änderte daraufhin den Namen in Mont-Aimé.

### Bevölkerungsentwicklung
| Jahr                       | 1962 | 1968 | 1975 | 1982 | 1990 | 1999 | 2004 | 2009 | 2018 |
| -------------------------- | ---- | ---- | ---- | ---- | ---- | ---- | ---- | ---- | ---- |
| Einwohner                  | 418  | 517  | 512  | 510  | 536  | 540  | 533  | 563  | 596  |
| Quellen: Cassini und INSEE |      |      |      |      |      |      |      |      |      |

## Sehenswürdigkeiten
- Kirche St-Memmie

## Persönlichkeiten
- Blanka von Navarra († 1229)
- Theobald I. von Champagne (1201–1253)
- Theobald III. von Champagne (1179–1201)